# Rai, a dzsungel fia
A Rai, a dzsungel fia (原始少年リュウ; Gensi sónen Rjú; Hepburn: Genshi shōnen Ryū) japán animesorozat, amely a Toei Animation gyártásában készült Isinomori Sótaró Rjú no micsi című mangája alapján. Akihi Maszajuki rendezte, zenéjét Vatanabe Takeo szerezte. Japánban a sorozat 22 epizódon keresztül futott a TBS csatornán 1971. október 30. és 1972. március 25. között.
Magyarországon a Fümoto jelentette meg hat VHS-kazettán, majd 2008-ban a DVD-kiadást is megkezdte.

## Cselekmény
A történelem előtti időkben egy törzsben fehér bőrű kisgyermek születik. Mivel a fehér bőr átok, a törzs vezetői úgy döntenek, hogy a gyermeket feláldozzák a vérszomjas Tyrannusnak. Azonban a gyermeket megmenti Kitty, egy majomember, akinek kölykét Tyrannus falta fel, és saját gyermekeként neveli fel. Rai (az eredeti japán változatban Rjú) ez évek során erős férfivá cseperedik fel. Egy nap egy törzs tagjai elfogják Rait és meg akarják égetni, mivel betolakodott a területükre és fehér a bőre. Tyrannus azonban megjelenik és megöli a falusiakat és a segítségül siető Kittyt is. Csak Rai és egy lány, Ran éli túl, akit szülei adtak el a törzsnek és, aki az öccsét, Dont keresi. A törzsfőnök utolsó szavaival elmondja Rainak, hogy az édesanyja él, ezért útnak indul Rannal, hogy megkeresse sosem látott anyját, fényt derítve származására.
Útja során Raiékat folyamatosan üldözi Taka, aki fehér bőre miatt kíván végezni Rai-jal és feleségnek akarja Rant. Találkoznak Kibával, aki Raihoz hasonlóan szintén bosszút akar állni Tyrannuson a faluja elpusztításáért és, akiről később kiderül, hogy Taka testvére. Az egyik törzsnél rátalálnak Donra, akit rabszolgaként tartottak fogva egy másik fiúval és kiszabadítják. Hárman folytatják veszélyes, de egyben kalandos útjukat, megbirkózva veszedelmes szörnyetegekkel, a természet erőivel és az emberi gyarlósággal, hogy megtalálják Rai édesanyját és végezzenek a rettenetes Tyrannusszal.

## Szereplők
| Szereplő                    | Japán hang                                                                         | Magyar hang                                                                        |
| --------------------------- | ---------------------------------------------------------------------------------- | ---------------------------------------------------------------------------------- |
| Rai (リュウ, Rjú/Ryū)       | Inoue Makio                                                                        | Szokol Péter (1–4. epizód) ? (5–22. epizód)                                        |
| Ran (ラン)                  | Hirai Micsiko                                                                      | Somlai Edina (1–4. epizód) ? (5–22. epizód)                                        |
| Don (ドン)                  | Óta Josiko                                                                         | ?                                                                                  |
| Taka (タカ)                 | Murakosi Icsiró                                                                    | ? (2–4. epizód) ? (5–22. epizód)                                                   |
| Kiba (キバ)                 | Naja Goró                                                                          | Vizy György (4. epizód) ? (5–14. epizód)                                           |
| Karim (カリム)              | Mine Eken                                                                          | ?                                                                                  |
| Esta, Rai anyja (リュウ)    | Szeno Reiko                                                                        | ? ? (fiatal, 1. epizód)                                                            |
| Majara, a Taka törzs főnöke | ?                                                                                  | Kenderesi Tibor                                                                    |
| További magyar hangok       | Felföldi László, Imre István, Juhász Jácint, Kassai Ilona, Uri István, Vizy György | Felföldi László, Imre István, Juhász Jácint, Kassai Ilona, Uri István, Vizy György |

## Epizódok
| #  | Epizód címe                                                                                             | Első japán sugárzás |
| -- | --- | ------------------- |
| 1  | Ősi törvények Gensi no okite (原始の掟; Hepburn: Genshi no okite)                                       | 1971. október 30.   |
| 2  | Rettegés Tyrannustól Tyranno no kjófu (チラノの恐怖; Csirano no kjófu; Hepburn: Chirano no kyōfu)       | 1971. november 6.   |
| 3  | Taka bosszúja Taka no fukusú (タカの復讐; Hepburn: Taka no fukushū)                                     | 1971. november 13.  |
| 4  | Kitartó üldözők Kizudarake no cuiszeki (傷だらけの追跡; Hepburn: Kizudarake no tsuiseki)                | 1971. november 20.  |
| 5  | A Yamaneko törzs összeesküvése Jamaneko zoku no inbó (ヤマネコ族の陰謀; Hepburn: Yamaneko zoku no inbō) | 1971. november 27.  |
| 6  | Harc a vadászterületért Kariba araszoi (狩場争い; Hepburn: Kariba arasoi)                               | 1971. december 4.   |
| 7  | Egy véráztatta hős Csimidoro no júsa (血みどろの勇者; Hepburn: Chimidoro no yūsha)                      | 1971. december 11.  |
| 8  | Sorsszerű találkozás Unmei no deai (運命の出会い)                                                       | 1971. december 18.  |
| 9  | Démoni kő Akuma no isi (悪魔の石; Hepburn: Akuma no ishi)                                               | 1971. december 25.  |
| 10 | Óriás a hóviharban Fubuki no naka no kjodzsin (吹雪の中の巨人; Hepburn: Fubuki no naka no kyojin)       | 1972. január 1.     |
| 11 | A hegy istenének haragja Kami no jama no ikari (神の山の怒り; Hepburn: Kami no yama no ikari)           | 1972. január 8.     |
| 12 | Félreérthető edzés Gokai szare ta tokkun (誤解された特訓; Hepburn: Gokai sare ta tokkun)                | 1972. január 15.    |
| 13 | Tűzcsapda Hi no vana (火の罠; Hepburn: Hi no wana)                                                      | 1972. január 22.    |
| 14 | A hősök sírja Júsa no haka (勇者の墓; Hepburn: Yūsha no haka)                                           | 1972. január 29.    |
| 15 | Déltengeri paradicsom Nankai no rakuen (南海の楽園)                                                     | 1972. február 5.    |
| 16 | Emberi szörnyeteg Ningen jadzsú (人間野獣; Hepburn: Ningen yajū)                                        | 1972. február 12.   |
| 17 | Sikoltó szikla Dangai no zekkjó (断崖の絶叫; Hepburn: Dangai no zekkyō)                                 | 1972. február 19.   |
| 18 | Elszabadult elefántok Kjozó no bószó (巨象の暴走; Hepburn: Kyozō no bōsō)                               | 1972. február 26.   |
| 19 | Üvöltő farkasok Hoero ókami (吠えろ狼; Hepburn: Hoero ōkami)                                            | 1972. március 4.    |
| 20 | Rabszolgavadászat Dorei kari (奴隷狩り)                                                                 | 1972. március 11.   |
| 21 | Emberi karmok Ningen no kiba (人間の牙)                                                                 | 1972. március 18.   |
| 22 | A holnap felé Asita ni mukatte (明日に向かって; Hepburn: Ashita ni mukatte)                             | 1972. március 25.   |

## Zene
A Rai, a dzsungel fia zenéjét Vatanabe Takeo szerezte. A főcímdalt, a Gensi sónen Rjú ga iku (原始少年リュウが行く; Hepburn: Genshi shōnen Ryū ga iku) című számot Mizuki Icsiró adta elő, míg a zárófőcímdal, a Ran no uta (ランのうた) Horie Micuko előadásában volt hallható. Mindkét dal szövegét Isinomori Sótaró írta.

## Magyarországi kiadás
Magyarországon a Fümoto jelentette meg a sorozatot hat VHS-kazettán, majd 2008. április 8-án a DVD-kiadást is megkezdte. Az első öt VHS négy-négy epizódot, a hatodik két epizódot tartalmazott.
| #  | VHS-kötet címe                  | Kiadás dátuma | Epizódok |
| -- | ------------------------------- | ------------- | -------- |
| 1. | Rai – A dzsungel fia            | 1995          | 1–4.     |
| 2. | Rai – Harc a vadonban           | 1995          | 5–8.     |
| 3. | Rai – Titokzatos dinoszauruszok | 1995          | 9–12.    |
| 4. | Rai – Csapdában                 | 1995          | 13–16.   |
| 5. | Rai – Vadak között              | 1995          | 17–20.   |
| 6. | Rai – Hegyek szelleme           | 1996          | 21–22.   |

## Manga
A mangát Isinomori Sótaró írta és illusztrálta és 11 fejezeten keresztül futott a Súkan Sónen Champion magazinban 1971–1972-ben. Japánban három kötetbe gyűjtve adta ki az Akita Shoten.
| Kötet | Kiadás dátuma | ISBN                | Forrás |
| ----- | ------------- | ------------------- | ------ |
| 1     | 1972. február | ISBN 4-2-53030-29-7 | [ 1 ]  |
| 2     | 1972. június  | ISBN 4-2-53030-30-0 | [ 2 ]  |
| 3     | 1973. március | ISBN 4-2-53030-31-9 | [ 3 ]  |